# Palača neodvisnosti
Palača neodvisnosti (vietnamsko Dinh Độc Lập), v javnosti znana tudi kot kongresna dvorana ponovne združitve (vietnamsko Hội trường Thống Nhất), je znamenitost v mestu Hošiminh (prej znanem kot Sajgon) v Vietnamu. Zasnoval jo je arhitekt Ngô Viết Thụ in je bil dom in delovno mesto predsednika Republike Južni Vietnam. To je bilo mesto padca Sajgona 30. aprila 1975, ki je končalo vietnamsko vojno, ko je tank severnovietnamske vojske strmoglavil skozi njena vrata.

## Zgodovina

### Francoski protektorat
Leta 1858 je Francija začela napad na Đà Nẵng, s čimer je začela svojo invazijo na Vietnam. Leta 1867 je Francija končala osvojitev Južnega Vietnama (Kočinčina), ki je obsegal province Biên Hòa, Gia Định, Định Tường, Vĩnh Long, An Giang in Hà Tiên. Da bi utrdil novoustanovljeno kolonijo, je 23. februarja 1868 Pierre-Paul de La Grandière, guverner Kočinčine, organiziral slovesnost ob polaganju temeljnega kamna nove palače, ki je nadomestila staro leseno palačo, zgrajeno leta 1863. Novo guvernerjevo palačo je zasnoval Achille-Antoine Hermitte, ki je bil tudi arhitekt hongkonške mestne hiše. Prvi kubični kamen, ki meri 50 cm vzdolž vsakega roba, z vdolbinami, ki vsebujejo francoske zlate in srebrnike s podobo Napoleona III., je prišel iz Biên Hòa.
Kompleks se je raztezal na 12 hektarih površine, vključno s palačo z 80 metrov širokim pročeljem, dvorano za goste, ki lahko sprejme 800 ljudi, s prostornimi vrtovi, pokritimi z zelenimi drevesi in trato. Večino gradbenega materiala so uvozili iz Francije. Zaradi francosko-pruske vojne leta 1870 je gradnja zaostajala in je bila dokončana šele leta 1873. Palačo so poimenovali Norodomova palača po takratnem kralju Kambodže Norodomu (1834–1904). Isto ime je nosila avenija pred palačo. Od leta 1871 do 1887 je palačo uporabljal francoski guverner Kočinčine (Gouverneur de la Cochinchine); zato se je imenovala guvernerjeva palača. Od leta 1887 do 1945 so vsi generalni guvernerji Francoske Indokine uporabljali palačo kot svojo rezidenco in pisarno. Urad guvernerjev so preselili v bližnjo vilo.
9. marca 1945 je Japonska z uspešnim državnim udarom premagala in zamenjala Francijo. Norodomova palača je postala sedež japonskih kolonialnih uradnikov v Vietnamu. Septembra 1945 se je Japonska vdala zavezniškim silam v drugi svetovni vojni, Francija pa se je vrnila v Vietnam in Norodomova palača je bila obnovljena na svojem položaju urada francoskih kolonistov.

### Republika Vietnam
7. maja 1954 se je Francija vdala Việt Minhu po porazu v bitki pri Điện Biên Phủ. Francija je pristala na podpis ženevskega sporazuma in umaknila svoje enote iz Vietnama. V skladu s sporazumom bi bil Vietnam razdeljen do splošnih volitev. 17. vzporednik je deloval kot začasna meja, dokler ne bi potekalo glasovanje na podlagi splošne volilne pravice za vzpostavitev enotne vietnamske vlade. Severni Vietnam je bil pod nadzorom komunistov Việt Minha, medtem ko je bil Južni Vietnam pod protikomunistično državo Vietnam. 7. septembra 1954 je predstavnik francoske prisotnosti v Vietnamu, general Paul Ély, predal Norodomovo palačo predsedniku vlade države Vietnam, Ngô Đình Diệmu.
Leta 1955 je Diệm na referendumu premagal nekdanjega cesarja Bảo Đạija, vodjo države Vietnam. Ngô Đình Diệm se je razglasil za predsednika novo razglašene Republike Vietnam in stavbo preimenoval v Palačo neodvisnosti. Po feng šuju  palača stoji na zmajevi glavi; zato so jo imenovali tudi palača zmajeve glave.
27. februarja 1962 sta se dva pilota Diệmovih zračnih sil Republike Vietnam, Nguyễn Văn Cử in Phạm Phú Quốc, uprla in z dvema letalomaA-1 Skyraider poletela proti palači in jo bombardirala, namesto da bi šla v napad na Việt Cộng. Posledično je bilo uničeno skoraj celotno levo krilo. Vendar sta se Diệm in njegova družina poskusu atentata izognila. Ker je bilo skoraj nemogoče obnoviti palačo, jo je Diệm ukazal porušiti in na njenem mestu dal zgraditi novo stavbo. Nova palača je bila zgrajena po načrtu Ngô Viết Thụja, vietnamskega arhitekta, ki je leta 1955 osvojil prvo veliko nagrado Rima (Grand Prix de Rome), najvišje priznanje šole Beaux-Arts v Parizu. Bil je tudi nagrajenec Prix de Rome, ki ga podeljuje francoska vlada.
Gradnja nove Palače neodvisnosti se je začela 1. julija 1962. Medtem so se Diệm in njegova vladajoča družina preselili v palačo Gia Long (danes Muzej mesta Hošiminh). Vendar Diệm dokončane dvorane ni videl, saj sta bila on in njegov brat ter glavni svetovalec Ngô Đình Nhu umorjena po državnem udaru, ki ga je vodil general Dương Văn Minh novembra 1963. Dokončano dvorano je 31. oktobra 1966 slovesno odprl predsednik odbora za nacionalno vodstvo, general Nguyễn Văn Thiệu, ki je bil takrat vodja vojaške hunte. Palača neodvisnosti je služila kot Thiệujev dom in pisarna od oktobra 1967 do 21. aprila 1975, ko je pobegnil  iz države, ko so komunistične sile Severnega Vietnama v odločilni kampanji Hošiminh udarile proti jugu.
8. aprila 1975 je Nguyễn Thanh Trung, pilot južnovietnamskih zračnih sil in neodkrit komunistični vohun, poletel z letalom F-5E iz letalske baze Biên Hòa, da bi bombardiral palačo, vendar ni povzročil večje škode. Ob 10.45 30. aprila 1975 je tank severnovietnamske vojske z buldožerjem prebil glavna vrata in dejansko končal vietnamsko vojno.

### Socialistična republika Vietnam
Novembra 1975, po zaključku pogajalske konvencije med komunističnim Severnim Vietnamom in njihovimi kolegi v Južnem Vietnamu, je začasna revolucionarna vlada preimenovala palačo v Palačo ponovne združitve (Hội trường Thống Nhất).
Palača je upodobljena na bankovcu za 200 đồngov v Južnem Vietnamu.
- Urad predsednika v palači
- Stara vojna soba pod palačo
- Streha palače ponovne združitve
- Banketna dvorana v Palačii neodvisnosti
- Ministrski kabinet
- Konferenčna dvorana
- Vietnamski tank T-54 v vrtovih ob vhodu v palačo